# Mat (rivier)
De Mat (bepaalde vorm: Mati; Oudgrieks: Μαθις, Mathis) is een rivier in het noorden van Albanië. De rivier is 115 km lang. De Mat ontspringt bij Martanesh, stroomt door het district Mat, dat naar deze rivier genoemd is, en door de steden Klos en Burrel. Ongeveer tien kilometer voorbij Burrel komt de rivier uit in het Ulëzmeer, een stuwmeer. Nadat de rivier de stuwdam is gepasseerd komt de rivier in het Shkopetmeer, waarna ze door een nauwe kloof stroomt. De Mat stroomt daarna door de steden Milot en Zejmen.
Uiteindelijk mondt de rivier uit in de Adriatische Zee bij Fushë-Kuqë.

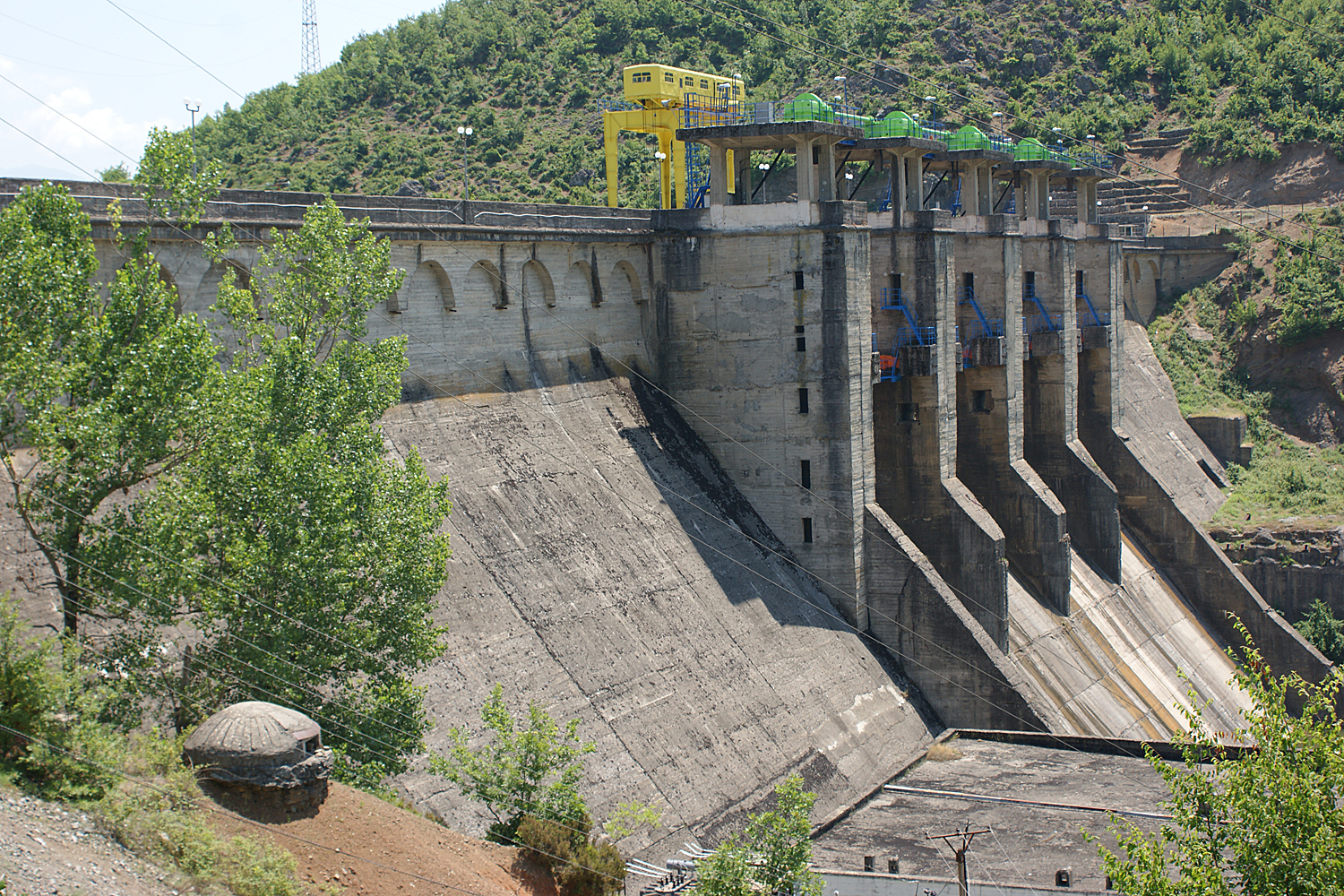
De stuwdam

Bistricë · Bunë · Cem · Devoll · Drin · Drino · Erzen · Fan · Gjanicë · Ishëm · Kir · Lanë · Mat · Osum · Seman · Shalë · Shkumbin · Shushicë · Valbonë · Vjosë
- Gemeinsame Normdatei: 4723983-9